# Nicolas de Montholon
Pour les articles homonymes, voir Famille de Montholon.
Nicolas de Montholon (6 décembre 1736 à Paris - 15 mai 1809 à Paris) est un magistrat et homme politique français.

## Biographie
D'une ancienne famille de magistrats, il est le fils du chevalier Pierre de Montholon (né en 1680), enseigne les vaisseaux du roi, et de Marguerite Baron (1690-1749). Il épouse en novembre 1766, Marguerite-Catherine-Charlotte-Laurence Fournier de la Chapelle (décédée en 1788; fille de Charles Fournier de la Chapelle) avec qui il a trois enfants : Adélaïde Marie (1767-1848) qui épousa Louis Marie de Narbonne-Lara, ministre de la guerre en 1791-1792), Agathe (1770-1773) et Alphonse Charles (né en 1774). Il fait construire l'hôtel de Montholon sur le boulevard Poissonnière.
Conseiller en première chambre des enquêtes du parlement de Paris le 5 juin 1761, premier président du parlement de Metz en 1765, puis premier président du parlement de Rouen en décembre 1774.
Membre de la commission administrative des hospices à Paris, il est appelé le 18 février 1808 par le Sénat conservateur à siéger dans le Corps législatif comme député de la Seine.

## Lieux portant le nom de Montholon
- La rue de Montholon dans le 9e arrondissement de Paris, avec à proximité le square Montholon.

## Sources
- « Nicolas de Montholon », dans Adolphe Robert et Gaston Cougny, Dictionnaire des parlementaires français, Edgar Bourloton, 1889-1891 [détail de l’édition]
- Eugène Olivier, Georges Hermal, B. de Roton. Manuel de l'amateur de reliures armoriées françaises. Paris, Bosse, 1924-1925; planche 2116.